# Kim Bình Mai (phim 2009)
Kim Bình Mai phần 2 (giản thể: 金瓶梅2：爱的奴隶; phồn thể: 金瓶梅2：愛的奴隸; bính âm: Jīnpíngmeí, Aìdē Núlì; nghĩa đen 'Kim Bình Mai 2: Ái đích nô lệ') là một bộ phim khiêu dâm cổ trang Hồng Kông sản xuất năm 2009. Phim dựa trên tiểu thuyết Kim Bình Mai năm 1610 của Lan Lăng Tiếu Tiếu Sinh. Đây là phần tiếp theo của bộ phim Kim Bình Mai năm 2008. Phim do Tiền Văn Kỹ làm đạo diễn và được sản xuất bởi Vương Tinh. Phim có sự tham gia của Lâm Vĩ Kiện, Hayakawa Serina, Wakana Hikaru và Kaera Uehara.

## Phân vai
Các vai chính trong phim:
- Lâm Vĩ Kiện trong vai Tây Môn Khánh
- Serina Hayakawa trong vai Phan Kim Liên
- Hikaru Wakana trong vai Minh Nguyệt
- Kaera Uehara trong vai Bình Nhi
- Lương Mẫn Nghi trong vai Xuân Mai
- Đàm Cán Thông trong vai Hoa Tử Khư
- Ngô Khánh Triết trong vai Vũ Tòng
- Ngô Chí Hùng trong vai Vũ Đại Lang